# 七戸町立天間林中学校
七戸町立天間林中学校（しちのへちょうりつ てんまばやしちゅうがっこう）は、青森県上北郡七戸町字森ノ上にある公立中学校。

## 概要
- 本校は、天間舘中学校と榎林中学校が統合した中学校で、七戸町の旧天間林村域唯一の中学校である。

## 沿革
- 2016年（平成28年）9月7日 - 校歌「虹を架けて」が完成[1]。
- 2017年（平成29年）
  - 4月1日 - 開校。
  - 4月7日 - 本校体育館にて、開校式[2]と入学式を挙行し、全校生徒152名で、スタートを切った。

## 生徒数
2021年（令和3年）5月1日現在
| 学年 | 1年 | 2年 | 3年 | 特別支援   | 合計 |
| ---- | --- | --- | --- | ---------- | ---- |
| 学級 | 2   | 2   | 1   | 2          | 7    |
| 生徒 | 47  | 53  | 39  | （4） 内数 | 139  |

## 周辺
- 七戸町屋内温水プール
- 坪川